# Муцелханов, Абубакар-Салах Саидхасанович
Абубакар-Салах Саидхасанович Муцелханов (род. 16 марта 1995, Россия) — российский боксёр-любитель и тренер, выступающий в тяжёлой и в супертяжёлой весовых категориях.
Мастер спорта России международного класса, член национальной сборной России, бронзовый призёр чемпионата России (2020), трёхкратный победитель командного Кубка России (2018, 2019, 2020), многократный победитель и призёр международных и национального первенств в любителях.
Позиция по рейтингу BoxRec — 251-я (июль 2024) и является 11-м среди российских боксёров тяжёлой весовой категории, — входя в ТОП-300 лучших тяжеловесов всего мира.

## Биография
Родился 16 марта 1995 года в многодетной семье, в с. Соболево, Первомайского района, Оренбургской области, России. С 1 по 9 класс учился в Соболевской средней школе.
В 2014 году окончил Ташлинский политехнический техникум п. Первомайский, Первомайского района, Оренбургской области по профессии электрогазосварщик.
В августе 2020 года накануне единого дня голосования 13 сентября 2020 года вместе с родным братом Муцелхановым Абубакар-Сидык Саидхасановичем был зарегистрирован в качестве кандидата на выборах Совета депутатов муниципального образования Первомайский район Оренбургской области от партии КПРФ, но не был избран.

## Любительская карьера
Является воспитанником спортивной школы олимпийского резерва № 3 имени Г. И. Васильева в Оренбурге. Также он тренировался под руководством А. Н. Петрова, А. А. Маменкова и С. Н. Гришина в спортивной школе олимпийского резерва № 4 «Ринг» посёлка Безенчук Самарской области. Сегодня тренируется в Оренбурге под руководством Дмитрия Скопинцева.

### 2017—2018 годы
В июне 2017 года в Уфе стал победителем в весовой категории до 91 кг на Всероссийских соревнованиях общества «Динамо» по боксу, посвящённых памяти генерал-майора милиции Рауля Файрузова, тем самым получив путевку на чемпионат России.
И в октябре 2017 года он участвовал на чемпионате России в Грозном, в весе до 91 кг, где в 1/8 финала по очкам со счётом 0:5 проиграл Садаму Магомедову, — который в итоге стал чемпионом России 2017 года.
В апреле 2018 года вместе со сборной командой ПФО стал победителем командного Кубка России по боксу прошедшего в Ижевске. И там Салах занял первое место в весовой категории до 91 кг, не проиграв ни одного боя, в финале соревнований по очкам победив Дениса Бухтиярова из команды СФО.
В октябре 2018 года он участвовал на чемпионате России в Якутске, в весе до 91 кг, где в 1/8 финала по очкам со счётом 0:5 проиграл Владиславу Иванову.

### 2019 год
В марте 2019 года вместе со сборной командой ПФО вновь стал победителем командного Кубка России по боксу прошедшего в Ижевске. Выступая в весовой категории до 91 кг, по ходу соревнований победил техническим нокаутом Камрана Гасанова и по очкам Егора Горшкова.
В ноябре 2019 года участвовал на чемпионате России в Самаре, в категории до 91 кг, где он по ходу соревнований сначала единогласным решением судей (5-0) победил Эмина Хатаева, но в 1/8 финала в конкурентном бою по очкам раздельным решением судей (2-3) проиграл Сергею Слободяну, — который в итоге стал бронзовым призёром чемпионата России 2019 года.

### 2020 год
В сентябре 2020 года вместе со сборной командой ПФО в третий раз стал победителем командного Кубка России по боксу прошедшего в Ижевске. Где в финале соревнований, в конкурентном бою послав в 3-м раунде соперника в нокдаун, он по очкам победил таки опытного Владислава Иванова из команды ЦФО в весовой категории до 91 кг.
В начале декабре 2020 года в Оренбурге завоевал бронзовую медаль чемпионата России в категории до 91 кг и стал одним из претендентов в состав национальной сборной для участия в квалификационном отборочном турнире на Олимпийские игры в Токио. На чемпионате он в 1/8 финала единогласным решением судей (5-0) победил Умара Султыгова, в четвертьфинале единогласным решением судей (5-0) победил Магомед-Мурада Арсланбекова, но в полуфинале проиграл опытному Муслиму Гаджимагомедову, — который в итоге стал чемпионом России 2020 года.

### 2021 год
В июне 2021 года вместе со сборной командой ПФО завоевал бронзовую медаль командного Кубка России по боксу прошедшего в Екатеринбурге, где в последнем раунде соревнований — в борьбе за бронзовые медали единогласным решением судей взял верх над Игорем Фёдоровым из команды Санкт-Петербург в весовой категории до 91 кг.
В середине августа 2021 года он стал победителем XIII Международного турнира памяти первого президента Чеченской Республики, Героя России Ахмат-Хаджи Кадырова в Грозном, в весовой категории до 91 кг, и выполнил норматив на присвоение звания «Мастер спорта России международного класса». На ринге Абубакар провёл три победных поединка над представителями России и Узбекистана, и в финале победил соотечественника Сайхана Бакаева.
В конце августа — начале сентября 2021 года участвовал на чемпионате России в Кемерово, в категории до 92 кг. Где в 1/8 финала он по очкам победил Дмитрия Захарьева, но в четвертьфинале единогласным решением судей проиграл Алексею Зобнину, — который в итоге стал бронзовым призёром чемпионата России 2021 года.

### 2022—2023 годы
В августе 2022 года участвовал во Всероссийской спартакиаде в Москве, но в четвертьфинале единогласным решением судей проиграл Ивану Верясову.
В начале октября 2022 года в Чите участвовал на чемпионате России в категории свыше 92 кг, где он в 1/8 финала соревнований досрочно нокаутом в 3-м раунде победил опытного Сергея Кузютина, но затем в четвертьфинале по очкам единогласным решением судей (0:5) проиграл опытному Святославу Тетерину.
В августе 2023 года в Хабаровске стал четвертьфиналистом чемпионата России в категории свыше 92 кг, где он в 1/8 финала соревнований по очкам (5:0) победил Михаила Долженкова, но в четвертьфинале по очкам раздельным решением судей (2:3) проиграл опытному Святославу Тетерину.

## Профессиональная карьера
13 июля 2024 года в Екатеринбурге у вечере бокса Германа Титова (Titov/RCC Boxing Promotions) дебютировал с победы нокаутом в 3-м раунде над Ернаном Ершеновым (6-1) из Казахстана

## Спортивные результаты

### В любителях
- Командный Кубок России по боксу 2018 года — ;
- Командный Кубок России по боксу 2019 года — ;
- Командный Кубок России по боксу 2020 года — ;
- Чемпионат России по боксу 2020 года — ;
- Командный Кубок России по боксу 2021 года — ;
- Международный турнир памяти первого президента Чеченской Республики Ахмат-Хаджи Кадырова 2021 года — .